# Miguel Antonio Gómez Padilla
Miguel Antonio Gómez Padilla (Santa Cruz de Lorica, Córdoba; 16 de junio de 1937) es un general retirado que llegó al cargo de director general de la Policía Nacional de Colombia en 1989 y que se retiró el 16 de diciembre de 1993.

## Biografía
Gómez Padilla nació en 1937, en el municipio de Lorica, Córdoba. Después de su paso por varias ciudades, a los 9 años fue enviado al seminario menor de Yarumal, donde se formaría hasta cuarto de bachillerato, cuando se movería de Cartagena y continuaría sus estudios secundarios en el Liceo Bolívar. Prestó servicio militar, donde encontraría su vocación, y motivado por sus compañeros ingresó a la Escuela de cadetes General Santander en el año 1956. Se graduó en el 1958 con el rango de subteniente. Se casó, y formó una familia con 5 hijos y 7 nietos. En el 1989 sería designado director general de la Policía Nacional de Colombia por el entonces presidente Virgilio Barco, una gran responsabilidad en una época donde el narcotráfico y el terrorismo azotaban al país y a la institución; la cabeza de los uniformados tenía precio. Realizó reformas y propuestas, consiguiendo modelar el concepto de policía contemplado en la Constitución. Días después de que el narcotraficante Pablo Escobar fuera abatido, Miguel Antonio dejó su cargo al entonces Mayor General Octavio Vargas Silva. Años después él mismo aseguró que inicialmente se quería capturar a Pablo Escobar vivo, no muerto, pero al verse en peligro la vida de los agentes de la operación, que recibían fuego por parte del narco, no quedó más remedio que eliminar al capo.

## Estudios
Estudió la secundaria en el Seminario Menor de Yarumal (Antioquia) y en el Liceo Bolívar de Cartagena.  Por una parte, adelantó todos los cursos reglamentarios de la carrera policial en la Escuela de Cadetes de Policía General Santander y en la Academia Superior de Policía, en la Escuela Superior de Administración Pública, Escuela Superior de Guerra (Colombia) y en la Academia de Policía de Washington. Por la otra, estudió la licenciatura en Ciencias Sociales y Económicas de la Sede Principal de la Universidad Libre (Colombia).